# Bornstedt (Adelsgeschlecht)

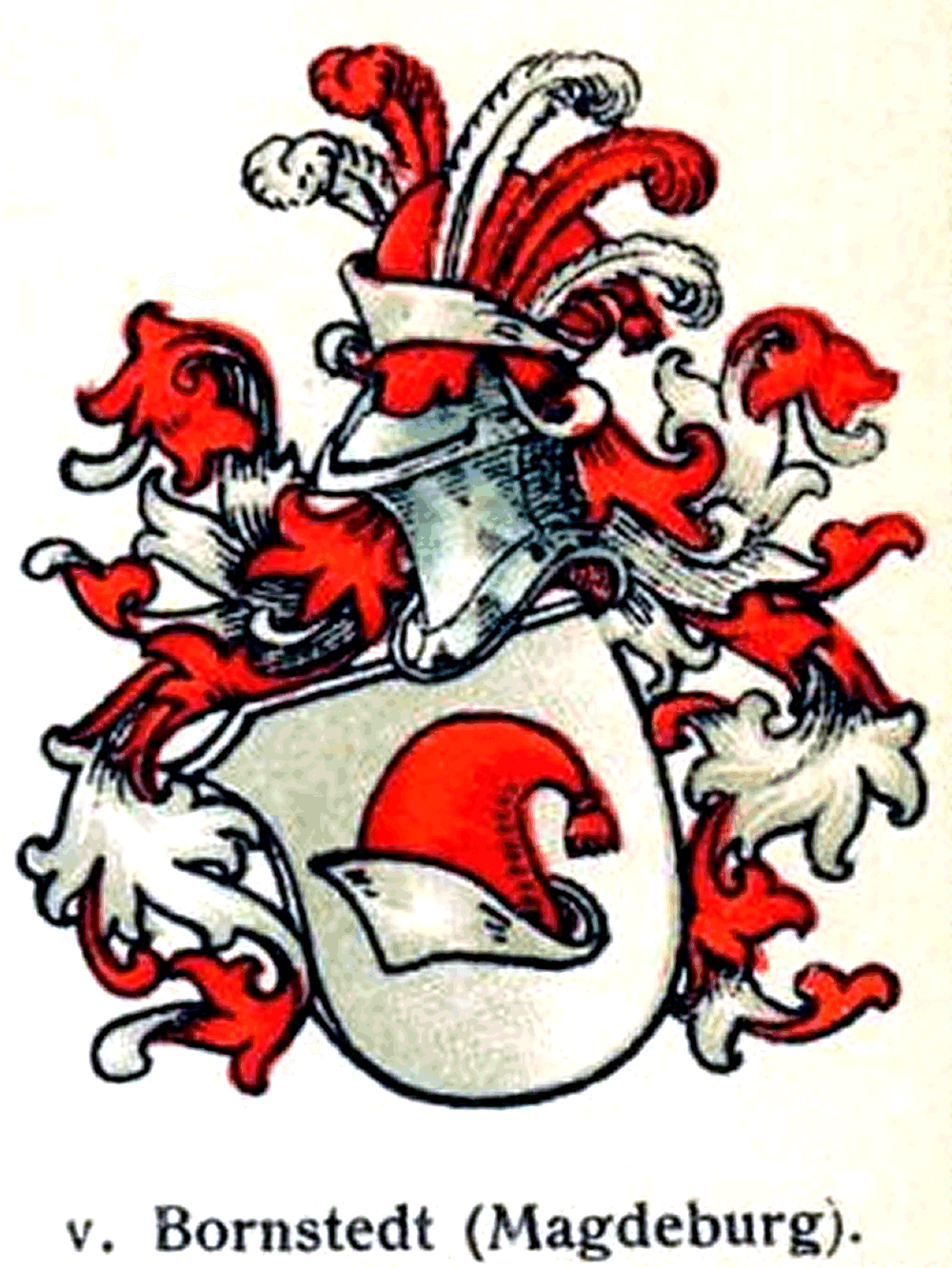
Wappen der magdeburgischen von Bornst(a)edt

Die Herren von Bornstedt, auch Bornstädt, ist der Name eines magdeburgischen Adelsgeschlechts.

## Geschichte

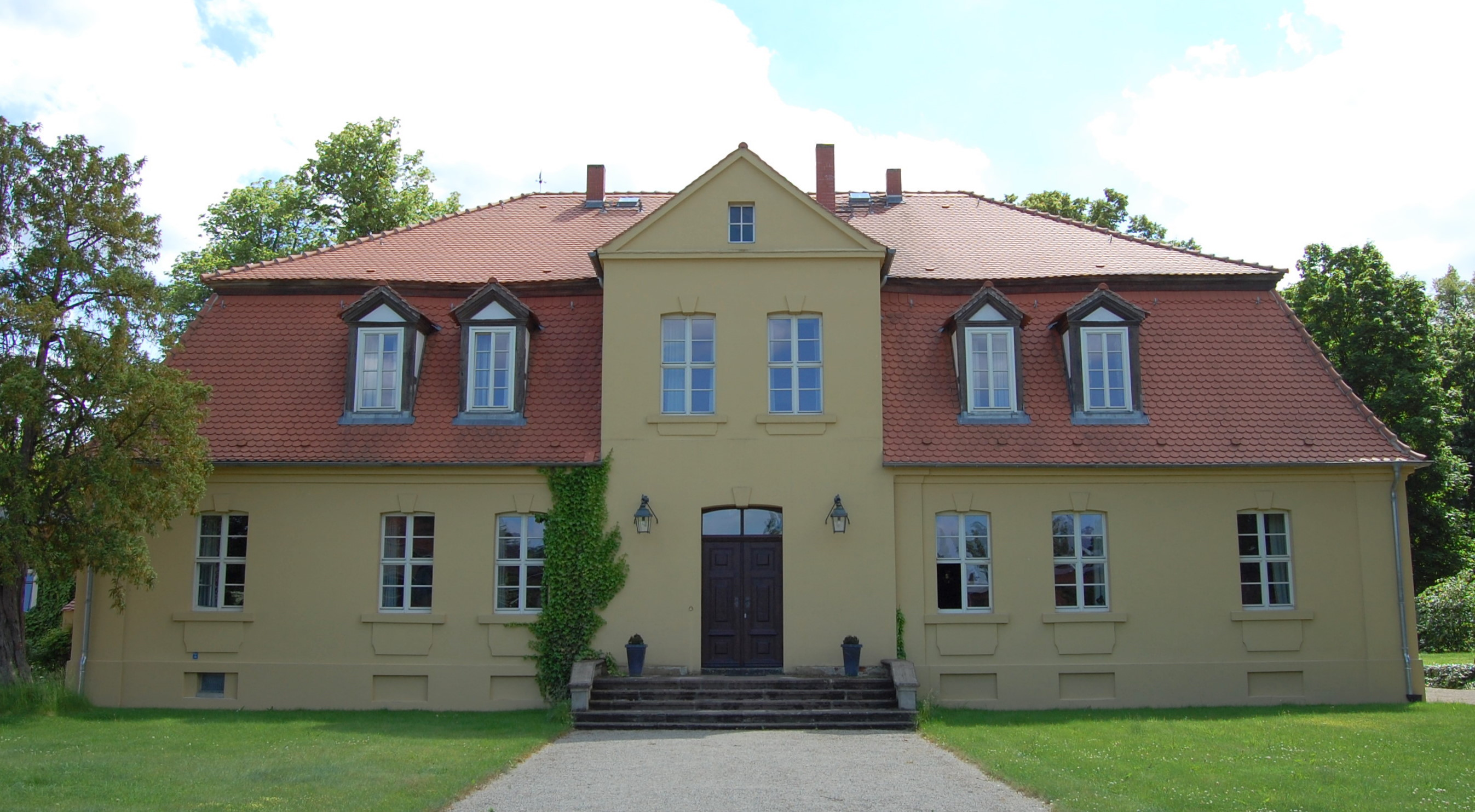
Gutshaus Vollenschier

Die Familie nennt sich nach ihrem Stammsitz Bornstedt bei Neuhaldensleben, welches spätestens 1363 bei der Familie nachgewiesen ist und trat zuerst mit Hermann von Bornstedt, 1232 Mönch im Kloster Hillersleben und Heinrich von Bornstedt, 1237–1247 urkundlich in Erscheinung.
Weiterhin war die Familie im Magdeburgischen zu Hornhausen (1650) und Oschersleben (1670), Klein Rottmersleben und Tundersleben (1311) sowie Vollenschier (1734–1800) begütert. In Mecklenburg gehörten Jessenitz (1818–1845) und Wessin (1808–1817) zum Güterbesitz. Von dort sollen sich die Bornstedt auch nach Dänemark ausgebreitet haben.

## Magdeburger und Thüringer Familien

### Familienverband
Gemeinsam mit den zum Thüringer Uradel zählenden von Bornstaedt wurde am 16. Oktober 1913 in Berlin ein Gesamtgeschlechtsverband gegründet.

### Unsicherheiten
Conrad Emanuel von Bornstädt, Konzipist bei dem Tribunal zu Mähren, erhielt am 18. April 1648 zu Prag den Adelsbrief, sodann den Reichsritterstand zu Wien am 17. April 1669, das Inkolat am 21. Februar 1672, wobei E. H. Kneschke auf die Unsicherheiten der tatsächlichen Ausbreitung nach Schlesien und Mähren und die mehrfache Vermengung mit den Bornstaedt hinweist.
In Ober-Schlesien waren das Schloss Guttentag und das Gut Skronskau (Kreis Rosenberg) im Besitz von Bernhard Heinrich von Bornstedt († 1752) und seinem Sohn Friedrich Leopold Ludwig von Bornstedt und dessen Sohn Carl sowie Enkel Joseph. Ihr Wappen war aber gemäß Aufschwörtafel zum Johanniterorden das der Thüringer Bornstaedt (mit Zinnen-Mauer und Mauerbrecher).

## Bekannte Familienmitglieder
- Adelbert von Bornstedt (1807–1851), Publizist und Revolutionär
- August Gottlieb von Bornstedt (1698–1772), preußischer Generalmajor[3]
- Bernhard Heinrich von Bornstedt (1693–1752), preußischer Generalleutnant
- Dietrich Eugen Philipp von Bornstedt (1726–1793), preußischer Generalleutnant
- Emil von Bornstedt (1804–1885), preußischer Generalleutnant
- Gustav Max von Bornstedt, 1757 Pour Le Mérite als Stabscapitain[4]
- Maximillian von Bornstedt, Major,[5] Ritter des Ordens Pour le Mérite
- Wolff Assmus von Bornstedt, Kurbrandenburgischer Geheimer-Neumärkischer Regierungsrat, 1686 Ordenskanzler, 1687 Kommendator (Johanniterorden) der Kommende zu Werben[6]

## Wappen
Das Stammwappen zeigt in Silber eine gestülpte rote Tatarenmützen. Auf dem Helm mit rot-silberner Decken eine mit fünf Straußenfedern (silber oder gold, rot, silber, rot und silber oder gold) besteckte Mütze wie im Schild.

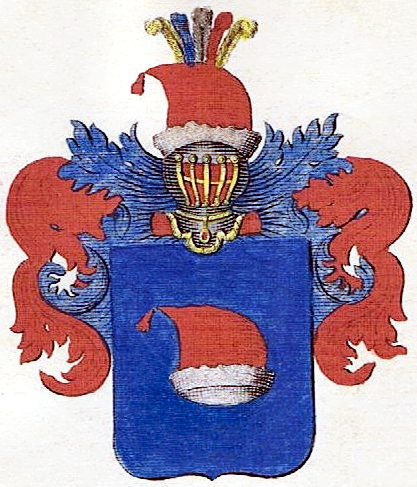
Wappen derer von Bornstädt in Schlesien und den Marken
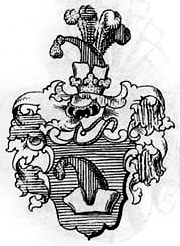
Wappen derer von Bornstädt in Mähren, 1669

Dass die silbernen Teile des Wappens auch blau dargestellt wurden, ist eine irrtümliche Übernahme der Verfärbung der ursprünglich silbernen Tingierung durch Oxidation ins Bläuliche.